# Theodor Körner (Pädagoge)
Theodor Körner (* 7. Oktober 1880 in Hamburg; † 18. November 1944 ebenda) war ein deutscher Schulreformer und Verbandsfunktionär.

## Wirken als Pädagoge
Theodor Körner kam als Sohn eines Volksschullehrers aus Mecklenburg in Hamburg zur Welt. Theodor Körner legte 1899 die Abiturprüfung am Hamburger Wilhelm-Gymnasium ab. Anschließend studierte er Mathematik und Physik an der Universität Leipzig, der Universität Göttingen und der Universität Kiel. Ab 1904 arbeitete er als Oberlehrer am Hamburger Wilhelm-Gymnasium. Ab dem 29. Lebensjahr schrieb er für Tageszeitungen und später für pädagogische Fachpresse. Dabei orientierte er sich an Georg Kerschensteiners Ideen, den Mathematikunterricht als Arbeitsunterricht zu reformieren. Außerdem trat er dafür ein, Schüler zu selbstständigem Denken zu animieren, anstatt sie nicht miteinander verknüpfte Daten auswendiglernen zu lassen. Körner, der Mathematik und Naturwissenschaften als zur Allgemeinbildung gehörend auffasste, setzte sich dafür ein, jungen Menschen Verantwortung und soziales Pflichtgefühl beizubringen. Daher begrüßte er, dass sich die Hamburger Schulen ab 1920 selbst verwalten durften. Gegen Ende seiner Lehrzeit trat er dafür ein, das Fächerangebot in der Oberstufe zu reduzieren und klar zu gliedern. Das sollte eine Konzentration auf weniger Fächer und ein vertieftes Bildungsangebot bewirken. Zudem forderte der Pädagoge, den Unterrichtsaufbau von Volksschule und höherer Schule besser miteinander zu verknüpfen.
Körners Lehrtätigkeit endete 1930. Anschließend wurde er ab 1930 erster Leiter des neueröffneten Hamburger Planetariums.

## Verbands- und Vereinstätigkeiten
Körner engagierte sich in zwei Ausschüssen des Vereins der Oberlehrer, der Lehrer vertrat. Im Mai 1919 übernahm er den Vorsitz des Vereins der sich während seiner Amtszeit in Hamburger Philologenverein umbenannte. Im neubesetzten Vorstand kam es zu einem Generationswechsel mit damit einhergehendem schwindenden Einfluss von klassischen Philologen. Während Körners Zeit entwickelte sich das Wilhelm-Gymnasium auf sein Engagement hin zu einer Doppelanstalt mit einem humanistischen Gymnasium und einer Deutschen Oberschule. Körner, der sich für die Neuorganisation starkgemacht hatte, setzte sich damit gegen den Willen seines Vorgängers Karl Dissel durch. Gemeinsam mit Volksschullehrern arbeitete Körner in der Organisation Aufbau zusammen. Die Volksschullehrer hatten sich durch einen Boykott der Schulsynode ins Abseits gestellt. Körner gelang es, die Lehrer wieder zu integrieren. Körner hoffte, die Arbeit an der Schule entpolitisieren zu können. Er versuchte zu verhindern, dass die Lehrerkollegien in unterschiedliche politische Gruppierungen zerfielen.
1920 nahm Körner an der Reichsschulkonferenz teil und wurde gewähltes Mitglied der Lehrerkammer. Er vertrat die höheren Schulen in der Deputation der Oberschule und war von 1922 bis 1933 Mitglied des Beamtenrats. Auf Ebene des Deutschen Reichs beteiligte er sich im Reichsbund der höheren Beamten, in dem er die Anliegen der Hamburger Oberbeamten vorbrachte. Auch wenn er sich stark für Oberlehrer einsetzte, gelang es Körner nicht, ähnliche Aufmerksamkeit wie die Gesellschaft der Freunde des vaterländischen Schul- und Erziehungswesens zu gewinnen, in der die Volksschullehrer organisiert waren. Er schaffte es nicht, die mit der Inflation und Personalabbau einhergehenden Probleme der Lehrer zu lösen. Nachdem er aufgrund fehlender Erfolge kritisiert worden war, trat Körner 1924 nicht erneut zur Wahl an.
1929 übernahm Körner den Vorsitz der Selbsthilfeorganisation Verein hamburgischer Staatsbeamter. Unter seiner Führung besserte sich die finanzielle Lage des Vereins. Körner, der über gute Kontakte in die Politik verfügte, gelang es, die Beamtenvereinigung zu Altona und die Beamten-Bank Groß Hamburg in den Verein der Staatsbeamten zu integrieren.
Theodor Körner starb an den Folgen eines Schlaganfalls.